# Here Comes the Boom
Here Comes the Boom (Peso Pesado (título em Portugal) ou Professor Peso Pesado (título no Brasil))  é um filme de comédia americano de 2012, dirigido por Frank Coraci e co-escrito, produzido e estrelado por Kevin James. Também foi escrito por Allan Loeb e Rock Reuben, com música de Rupert Gregson-Williams. O filme é co-estrelado por Henry Winkler, Bas Rutten e Salma Hayek. Foi produzido pela Happy Madison Productions. O filme foi lançado nos Estados Unidos em 12 de outubro de 2012 pela Columbia Pictures. O título do filme foi retirado da canção "Boom", da banda P.O.D.

## Sinopse
O ex-campeão de luta greco romana do colegial Scott Voss (Kevin James), é um professor de biologia  entediado e desiludido de 42 anos, do colégio Wilkinson High School. Cortes orçamentários na escola prejudicam a continuação do programa de música, o que resultaria na demissão do professor Marty Streb (Henry Winkler), cuja mulher está grávida. Preocupado tanto por seu colega quanto por seus alunos, Scott tenta levantar os US$ 48,000 dólares necessários para manter o programa de música vivo. Ele passa a dar aulas noturnas como instrutor de cidadania adulta, onde o estudante holandês Niko (Bas Rutten) lhe pede aulas particulares. Ao chegar na casa de Niko, Scott descobre que ele era um ex-lutador de artes marciais mistas (MMA). Enquanto assiste ao UFC com Niko, Scott descobre que o perdedor de uma luta recebe US$ 10,000, o que lhe dá a ideia de arrecadar o dinheiro lutando e perdendo no MMA.
Auxiliado por Niko e Marty, Scott começa com pequenos ataques não sancionados, que pagam apenas US$ 750 ao perdedor. Niko começa a treiná-lo na defesa, enquanto Malia (Charice), uma das alunas de Scott e membro da banda, ajuda Niko a estudar para o teste de cidadania, colocando as informações em músicas. Em seguida, Scott começa a lutar em pequenas lutas de MMA e, gradualmente, passa a ganhar mais dinheiro para ajudar a escola. Isso o faz se aproximar mais da enfermeira da escola, Bella Flores (Salma Hayek), e eles compartilham momentos de afeição um pelo outro, enquanto também reacende a paixão de Scott pelo ensino. Ele começa a se envolver nas aulas e ganha o respeito de seus alunos, que passam a apoia-ló, como professor e como lutador de MMA.

## Elenco
- Kevin James como Scott Voss
- Henry Winkler como Marty Streb
- Salma Hayek como Bella Flores
- Greg Germann como Duke Betcher
- Charice como Malia De La Cruz
- Greg Germann como Diretor Becher
- Bas Rutten como Niko
- Gary Valentine como Eric Voss
- Nikki Tyler-Flynn como Mollie Streb
- Melissa Peterman[5] como Lauren Voss
- Reggie Lee como Sr. De La Cruz
- Mookie Barker como Vice-Diretor Elkins
- Jason Miller como "Lucky" Patrick Murray
- Rafael Cordeiro como Romero
- Steven Ritchie como Brian
- J. Michael Trautmann como Derrick
- Germaine De Leon como Martinez
- Earnestine Phillips como Muba
- Krzysztof Soszynski como Ken Dietrich
- Satoshi Ishii como Lutador de Fairgrounds
- Mark Muñoz como ele mesmo
- Bruce Buffer como ele mesmo
- Sam Sohmer como ele mesmo
- Mark DellaGrotte como ele mesmo[6]

### Astros do MMA convidados
- Joe Rogan
- Herb Dean
- Mike Goldberg
- Wanderlei Silva  (UFC)
- Chael Sonnen (UFC)
- Matthew Quintiere  (UFC)
- Brian Stann  (UFC)
- Rich Franklin  (UFC)
- Danny Perez Ramírez (Boxe)
- Mike Campbell (campeão CES 155lb)
- Alex Karalexis (UFC)
- Jacob Duran (Cut man)
- Jason Miller
- Rafael Cordeiro
- Mark Muñoz
- Melchor Menor (Kickboxe)

## Produção
As filmagens começaram em 28 de março de 2011, nos arredores de Boston, Massachusetts. As filmagens ocorreram até 25 de maio de 2011, em Lowell e Quincy, onde terminou logo depois, no início de junho de 2011.

## Recepção
O filme recebeu em geral opniões negativas dos críticos. O Rotten Tomatoes deu uma aprovação de 39% baseado em 90 comentários com o consenso afirmado: "Here Comes the Boom se beneficia com a presença genial de Kevin James, porém o filme não arranca risos suficientes   que fazem jus ao seu título - ou um roteiro não muito satisfatório." O Metacritic deu ao filme 40/100 de aprovação com base em 26 comentários pertencentes às "críticas geralmente negativas".
Em sua semana de estréia, o filme arrecadou $11.8 milhões nos Estados Unidos e em 3 de março de 2013, o filme arrecadou $72 milhões de dólares em todo o mundo.
Here Comes the Boom foi escolhido um dos dez melhores filmes para o público familiar pelo 21st Annual Movieguide Awards em 15 de fevereiro de 2013.

## Trilha sonora
- "Bouncing off the Ceiling (Upside Down)" por A-Teens
- "Joker & the Thief" por Wolfmother
- "Optimus Bellum Domitor" por Sak, Williams e Welch
- "Boom" por P.O.D.
- "Spank" por Jimmy "Bo" Horne
- "James Brown Is Dead" por L.A. Style
- "New Noise" por Refused
- "Holly Holy" por Neil Diamond
- "Faithfully" por Jonathan Cain
- "Holly Holy (NSFW Remix)" por Neil Diamond ft. UltraLove
- "Pictures" por Joe Anderson
- "I Stand Alone" por Godsmack
- "Doin' It Right (Delta Mix)" por Steve Azar